# Chimes of Freedom - The Songs of Bob Dylan
Chimes of Freedom: Songs of Bob Dylan Honoring 50 Years of Amnesty International è un album tributo che contiene numerose celebri pezzi del cantautore statunitense Bob Dylan, rivisitate da diversi artisti, pubblicato il 24 gennaio 2012 in USA e Canada, e il 6 febbraio dello stesso anno nel resto del mondo. Il ricavato delle vendite è stato donato alla nota associazione per i diritti umani Amnesty International Ha debuttato negli Stati Uniti all'undicesimo posto della Billboard 200, con 22000 copie vendute, mentre la versione in due CD acquistabile presso Starbucks ha debuttato alla trentottesima posizione con più di 10200 copie vendute.

## Tracce

### Disco 1
1. Johnny Cash feat. The Avett Brothers – One Too Many Mornings
2. Raphael Saadiq – Leopard-Skin Pill-Box Hat
3. Patti Smith – Drifter's Escape
4. Rise Against – Ballad of Hollis Brown
5. The Nightwatchman – Blind Willie McTell
6. Pete Townshend – Corrina, Corrina
7. Bettye LaVette – Most of the Time
8. Charlie Winston – This Wheel's on Fire
9. Diana Krall – Simple Twist of Fate
10. Brett Dennen – You Ain't Going Nowhere
11. Mariachi El Bronx – Love Sick
12. Ziggy Marley – Blowin' in the Wind
13. The Gaslight Anthem – Changing of the Guards
14. Silversun Pickups – Not Dark Yet
15. My Morning Jacket – You're a Big Girl Now
16. The Airborne Toxic Event – Boots of Spanish Leather
17. Sting – Girl from the North Country
18. Mark Knopfler – Restless Farewell

### Disco 2
1. Queens of the Stone Age – Outlaw Blues
2. Lenny Kravitz – Rainy Day Women#12 & 35
3. Steve Earle & Lucia Micarelli – One More Cup of Coffee (Valley Below)
4. Blake Mills – Heart of Mine
5. Miley Cyrus – You're Gonna Make Me Lonesome When You Go
6. Billy Bragg – Lay Down Your Weary Tune
7. Elvis Costello – License to Kill
8. Angélique Kidjo – Lay Lady Lay
9. Natasha Bedingfield – Ring Them Bells
10. Jackson Browne – Love Minus Zero/No Limit
11. Joan Baez – Seven Curses (Live)
12. The Belle Brigade – No Time To Think
13. Sugarland – Tonight I'll Be Staying Here with You (Live)
14. Jack's Mannequin – Mr. Tambourine Man
15. Oren Lavie – 4th Time Around
16. Sussan Deyhim – All I Really Want to Do
17. Adele – Make You Feel My Love (Live at WXPN)

### Disco 3
1. K'naan – With God on Our Side
2. Ximena Sariñana – I Want You
3. Neil Finn con Pajama Club – She Belongs to Me
4. Bryan Ferry – Bob Dylan's Dream
5. Zee Avi – Tomorrow Is a Long Time
6. Carly Simon – Just Like a Woman
7. Flogging Molly – The Times They Are A-Changin'
8. Fistful of Mercy – Buckets of Rain
9. Joe Perry – Man of Peace
10. Bad Religion – It's All Over Now, Baby Blue
11. My Chemical Romance – Desolation Row (Live)
12. RedOne feat. Nabil Khayat – Knockin' on Heaven's Door
13. Paul Rodgers & Nils Lofgren – Abandoned Love
14. Darren Criss feat. Chuck Criss dei Freelance Whales – New Morning
15. Cage the Elephant – The Lonesome Death of Hattie Carroll
16. Band of Skulls – It Ain't Me Babe
17. Sinéad O'Connor – Property of Jesus
18. Ed Roland e The Sweet Tea Project – Shelter from the Storm
19. Kesha – Don't Think Twice, It's All Right
20. Kronos Quartet – Don't Think Twice, It's All Right

### Disco 4
1. Maroon 5 – I Shall Be Released
2. Carolina Chocolate Drops – Political World
3. Seal & Jeff Beck – Like a Rolling Stone
4. Taj Mahal – Bob Dylan's 115th Dream
5. Dierks Bentley – Señor (Tales of Yankee Power) (Live)
6. Mick Hucknall – One of Us Must Know (Sooner or Later)
7. Thea Gilmore – I'll Remember You
8. State Radio – John Brown
9. Dave Matthews Band – All Along the Watchtower (Live)
10. Michael Franti – Subterranean Homesick Blues
11. We Are Augustines – Mama, You Been On My Mind
12. Lucinda Williams – Tryin' To Get To Heaven
13. Kris Kristofferson – Quinn the Eskimo (Mighty Quinn)
14. Eric Burdon – Gotta Serve Somebody
15. Evan Rachel Wood – I'd Have You Anytime
16. Marianne Faithfull – Baby, Let Me Follow You Down (Live)
17. Pete Seeger con The Rivertown Kids – Forever Young
18. Bob Dylan – Chimes of Freedom